# Pieria

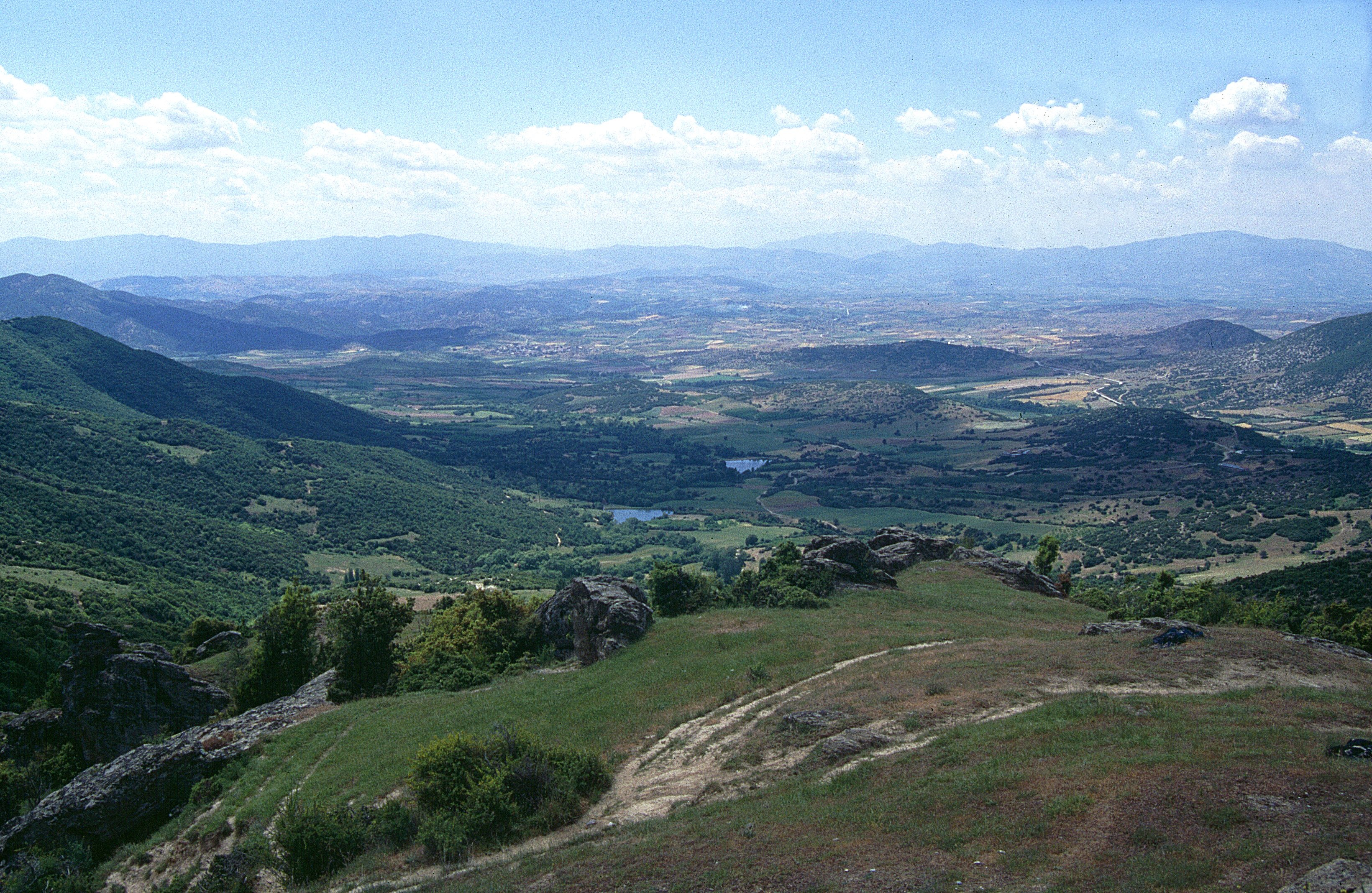
Blick über die Pieria

Pieria (griechisch Περιφερειακή Ενότητα Πιερίας Periferiakí Enótita Pierías) ist einer der sieben Regionalbezirke der Region Zentralmakedonien um den Hauptort Katerini in Griechenland.

## Geografie

### Geografische Lage
Der Olymp, höchster Berg Griechenlands (Gipfel Mytikas 2918 m) und nach dem Mythos Sitz der griechischen Götter, bildet im Süden die Grenze zum Regionalbezirk Larisa.

### Klima
In der Küstenzone herrscht ein mildes Klima. In der Sommer wird die Hitze durch einen leichten Wind vom Meer abgeschwächt. Im Hinterland, insbesondere im gebirgigen Teil ist das Klima rauer.

## Geschichte
Laut Strabon haben in Pieria nach den Pelasgern und vor den Makedonen die Pieria-Thraker oder Pieri gelebt, deren erster Führer war der Sage nach Pieros.
Pieria wurde 1949 durch Ausgliederung aus der Präfektur Thessaloniki als Präfektur gebildet und nach dem Piera-Gebirge mit dem Berg Pierus benannt. Mit der Verwaltungsreform von 2010 wurden die Kompetenzen der Präfektur an die Region Zentralmakedonien und die durch Zusammenlegung in ihrer Zahl stark reduzierten Gemeinden übertragen. Der stattdessen eingerichtete Regionalbezirk entsendet vier Abgeordnete in den zentralmakedonischen Regionalrat, hat darüber hinaus aber keine politische Bedeutung. Pieria umfasst die Gemeinden Dion-Olymbos, Katerini und Pydna-Kolindros.

## Verkehr
Durch Pieria führt die Autobahn A1, auch die Hauptmagistrale der griechischen Eisenbahn, die Bahnstrecke Piräus–Thessaloniki quert Pieria von Süden nach Norden.

## Wirtschaft
Im Wesentlichen wird in Pieria Landwirtschaft betrieben. In der Region werden Tabak, Zuckerrüben, Baumwolle, Wein, Obst, Gemüse und Gartenprodukte angebaut. In den umgebenden Bergen werden Milch, Fleisch und Käse produziert. Industrie gibt es insbesondere in und um Katerini. Seit einiger Zeit ist auch der Tourismus ein Wirtschaftsfaktor. Eine touristische Attraktion sind vor allem die langen Sandstrände am Thermaischen Golf. In einzelnen Orten (zum Beispiel bei Platamonas) gibt es auch Steinstrand. Litochoro wird als Ausgangspunkt für Bergtouren zum Olymp genutzt.

## Sehenswürdigkeiten
- Archäologischer Park Dion
- Archäologisches Museum Dion
- Litochoro, Ortsbild
- Olymp-Nationalpark-Informationszentrum
- Pydna, antike Ausgrabungen
- Louloudies befestigter Bischofssitz aus byzantinischer Zeit
- Platamonas, Burg von Platamonas
- Olymp, Nationalpark/Bergbesteigungen
- Paralia, Badeort von Katerini
- Leibethra, Die Ausgrabungsstätte und der archäologische Park von Leibethra
- Agia Kori, Kapelle am Fuße des Olymp